# Кудите, Раймонда
Раймонда Кудите (лит. Raimonda Kudytė) — литовская футболистка. Тринадцатикратный победитель национальных (Болгария, Литва, Украина) первенств по футболу.

## Карьера
Раймонда с детства увлекалась гандболом и баскетболом. Однако постепенно увлеклась футболом. Сначала играла с мальчишками во дворе, а с 7-летнего возраста решила заниматься футболом. При поддержке крёстного отца с 12 лет занималась в женской футбольной секции клуба «Спортинтернат» города Каунас — первый тренер Рамуальдас Лавринавичюс. С 1989 по 1990 год выступала в чемпионате СССР за каунаский «Коттон» (клуб при одноимённой чулочной фабрики). В 1991 перешла в клуб «РАФ».
После распада СССР, попробовала силы в «Калужанке», но проведя три матча получила травму (хотя в межсезонье провела за «Калужанку» 16 матчей и забила 3 гола) и вскоре вернулась в Каунас. В октябре 1993 года во время отборочного выездного матча против сборной Болгарии, на Раймонду обратил внимание представитель селекционного отдела болгарского клуба. В 1994 году подписала контракт с «Гранд Отель Варна», в котором выступала с января по май в 1994—1996 годах. Чемпионат в Болгарии был по системе «осень-весна», а в летние месяцы выступала за клуб «Политехника-Сика»(ранее «Олимпия-Центрас», «Политехника», «Габия-Политехника»).
Однако из-за потери, «Политехникой», статуса профессионального клуба решила попробовать себя за границей.
В августе 1999 года перешла в воронежскую «Энергию», но закрепиться в клубе не смогла и уже в 2000 году перешла в «Кубаночку». Из-за финансовых проблем оставила команду и в 2002 году переехала в Украину, где год играла в донецком «Металлург-Дончанке». Однако и у дончан начались финансовые проблемы, команда потеряла спонсора. Поэтому в сезоне 2003 года откликнулась на приглашение Владимира Кулаева и играла за «Харьков-Кондиционер», помогла команде завоевать золотые медали чемпионата Украины и Кубок Украины. Кроме этого еще и стала лучшим бомбардиром чемпионата Украины. В 2004 году снова выигрывает чемпионат Украины, но на этот раз в команде под названием «Металлист» (с 2004 года «Харьков-Кондиционер» вошел в структуру клуба «Металлист»). За два сезона в харьковском клубе отметилась 43 голами.
Впоследствии вернулась в Литву, выступала в клубе «Гинтра Университетас». Участница женской Лиги чемпионов в составе «Гинтра». В 2011 году уехала в Польшу играть за «Гурник», а в следующем сезоне за щецинский «Погонь».

## Достижения
командные
- Чемпионат Болгарии по футболу среди женщин[англ.]
  - чемпион (2): 1994/95 и 1995/96
- Чемпионат Литвы по футболу среди женщин[англ.]
  - чемпион (9): 1994[3], 1995[3], 1997, 1999, 2006, 2007, 2008, 2009, 2010[англ.], 2011
  - серебряный призёр (2): 1996[3], 1998
  - бронзовый призёр (1): 2005
- Чемпионат России по футболу среди женщин
  - серебряный призёр (1): 1999
- Чемпионат Украины по футболу среди женщин
  - чемпион (2): 2003, 2004[16]
  - бронзовый призёр (1): 2002

- Кубок Болгарии по футболу среди женщин[англ.]
  - обладатель (1): 1994/95
- Кубок Литвы по футболу среди женщин[англ.]
  - обладатель (6): 2006, 2007, 2008, 2009, 2010, 2011
- Кубок России по футболу среди женщин
  - обладатель (1): 1999
- Кубок Украины по футболу среди женщин:
  - обладатель (2): 2003, 2004[17]

- Чемпионат Прибалтики среди сборных (Baltic cup 1998 в Риге)
  - чемпион (2): 1996, 1998[18]
  - серебряный призёр (1): 2008
- Чемпионат Прибалтики среди клубов (Балтийская женская лига[англ.])
  - чемпион (2): 2006, 2008
- Международный турнир «Кубанская весна 2004» (Россия) — 2 место[19]

личные
- лучший бомбардир чемпионата Украины (1): 2003
- лучшая литовская футболистка (3): 2006, 2007, 2008
- голы в Кубке УЕФА:
  - 1 гол «Гленторану[англ.]» (2:1, 14-08-2007)

## Командная статистика
клубная
| Выступление          | Выступление      | Выступление      | Лига | Лига | Кубок | Кубок | Итого | Итого |
| Клуб                 | Лига             | Сезон            | Игры | Голы | Игры  | Голы  | Игры  | Голы  |
| -------------------- | ---------------- | ---------------- | ---- | ---- | ----- | ----- | ----- | ----- |
| Калужанка            | первая           | 1992             | 2    | 0    | 1     | 0     | 3     | 0     |
| Калужанка            | Итого            | Итого            | 2    | 0    | 1     | 0     | 3     | 0     |
| Политехника-Сика     | высшая           | 1995             | 9    | 7    | 0     | 0     | 9     | 7     |
| Политехника-Сика     | высшая           | 1996             | 4    | 3    | 0     | 0     | 4     | 3     |
| Политехника-Сика     | высшая           | 1997             | 8    | 6    | 1     | 1     | 9     | 7     |
| Политехника-Сика     | высшая           | 1998             | 8    | 6    | 2     | 1     | 10    | 7     |
| Политехника-Сика     | высшая           | 1999             | 16   | 9    | 0     | 0     | 16    | 9     |
| Политехника-Сика     | Итого            | Итого            | 45   | 31   | 3     | 1     | 48    | 32    |
| Энергия              | высшая           | 1999             | 2    | 0    | 1     | 0     | 3     | 0     |
| Энергия              | Итого            | Итого            | 2    | 0    | 1     | 0     | 3     | 0     |
| Кубаночка            | высшая           | 2000             | 2    | 0    | 1     | 0     | 3     | 0     |
| Кубаночка            | высшая           | 2001             |      |      | 0     | 0     | 0     | 0     |
| Кубаночка            | Итого            | Итого            | 2    | 0    | 1     | 0     | 3     | 0     |
| Металлург-Дончанка   | высшая           | 2002             | 9    | 0    | 0     | 0     | 9     | 0     |
| Металлург-Дончанка   | Итого            | Итого            | 9    | 0    | 0     | 0     | 9     | 0     |
| Металлист            | высшая           | 2003             | 12   | 27   | 0     | 0     | 12    | 27    |
| Металлист            | высшая           | 2004             | 14   | 16   | 1     | 1     | 15    | 17    |
| Металлист            | Итого            | Итого            | 36   | 43   | 1     | 1     | 37    | 44    |
| ФМ Каунас            | высшая           | 2005             | 20   | 17   | 0     | 0     | 20    | 17    |
| ФМ Каунас            | Итого            | Итого            | 20   | 17   | 0     | 0     | 20    | 17    |
| Гинтра Университетас | высшая           | 2006             |      |      | 0     | 0     | 0     | 0     |
| Гинтра Университетас | высшая           | 2007             | 12   | 15   | 0     | 0     | 12    | 15    |
| Гинтра Университетас | Итого            | Итого            | 12   | 15   | 0     | 0     | 12    | 15    |
| Гурник               | высшая           | 2011             | 1    | 1    | 0     | 0     | 1     | 1     |
| Гурник               | высшая           | 2012             | 1    | 1    | 0     | 0     | 1     | 1     |
| Гурник               | Итого            | Итого            | 2    | 2    | 0     | 0     | 2     | 2     |
| Погонь               | высшая           | 2013             | 2    | 2    | 0     | 0     | 2     | 2     |
| Погонь               | Итого            | Итого            | 2    | 2    | 0     | 0     | 2     | 2     |
| Всего за карьеру     | Всего за карьеру | Всего за карьеру | 132  | 110  | 6     | 2     | 138   | 112   |

сборная
Выступления за сборную на отборочных турнирах чемпионатов мира и Европы
| №  | Дата       | Соперник   | Матч     | Счет | Сыграно минут |
| -- | ---------- | ---------- | -------- | ---- | ------------- |
| 14 | 08.03.2011 | Люксембург | ОЧЕ 2013 | 4:1  | 90',          |
| 13 | 05.03.2011 | Латвия     | ОЧЕ 2013 | 0:1  | 90',          |
| 12 | 03.03.2011 | Македония  | ОЧЕ 2013 | 1:1  | 90',          |
| 11 | 23.11.2006 | Люксембург | ОЧЕ 2009 | 1:1  | 90', , 43'    |
| 10 | 20.11.2006 | Словакия   | ОЧЕ 2009 | 0:3  | 90',          |
| 9  | 18.11.2006 | Мальта     | ОЧЕ 2009 | 1:1  | 90',          |
| 8  | 27.06.1998 | Эстония    | ОЧМ 1999 | 0:3  | 90'           |
| 7  | 10.10.1997 | Чехия      | ОЧМ 1999 | 0:12 | 23'           |
| 6  | 07.09.1997 | Шотландия  | ОЧМ 1999 | 0:5  | 65'           |
| 5  | 16.08.1997 | Эстония    | ОЧМ 1999 | 3:2  | 90', 27′      |
| 4  | 15.06.1994 | Дания      | ОЧЕ 1995 | 0:11 | 90'           |
| 3  | 13.10.1993 | Болгария   | ОЧЕ 1995 | 1:1  | 90'           |
| 2  | 10.09.1993 | Болгария   | ОЧЕ 1995 | 0:1  | 90'           |
| 1  | 15.08.1993 | Дания      | ОЧЕ 1995 | 0:11 | 90'           |

- Чемпионат Прибалтики (Baltic cup)[29] среди сборных команд:
  - 1996 в Тельшяе: 2 матча[3]
  - 1998 в Риге: 3 матча и 2 гола[18] (в ворота Эстонии  29′, 57′)
  - 2008 в Валмиерe: 3 матча и 2 гола[18] (в ворота Латвии  34′, 62′)